# Club Deportivo Echeandía
El Club Deportivo Echeandía es un equipo de fútbol profesional de la ciudad de Echeandía, Provincia de Bolívar, Ecuador. Fue fundado el 2 de enero de 2014. Su directiva está conformada por el Presidente, Vicepresidente, el Secretario, el Tesorero y el Coordinador; su presidente es el Sr. José Noboa y el vicepresidente es el Sr. Jefferson Saltos. Se desempeña en el Campeonato Provincial de Segunda Categoría de Bolívar, también en la Segunda Categoría del Campeonato Ecuatoriano de Fútbol.
Está afiliado a la Asociación de Fútbol Profesional de Bolívar, el club aunque originalmente es de Echeandía, por motivos de traslado y facilidades para jugar los torneos de Segunda Categoría juega en algunas ocasiones en Guaranda la capital de la provincia.

## Historia
El club tiene una pequeña historia debido a que fue fundado en 2014, el equipo originalmente se fundó en Echeandía, un pequeño cantón bolivarense el 2 de enero de dicho año el club lleva el nombre debido a la localidad donde se fundó y así pudo empezar a participar en los torneos de Segunda Categoría.
Por tradición en ese cantón solo ha existido un solo equipo que los representaba en los torneos de Segunda Categoría y ese club es el Club Deportivo Juventud Minera, pero desde el año 2014 es donde se decide crear otro club para que representa al cantón y a la ciudad, tras realizar los trámites pertinentes en la Federación Ecuatoriana de Fútbol, a principios del 2014 ya se formó jurídicamente el club, pero no se pudo inscribir a tiempo para participar en  el torneo 2014, tras la frustración el objetivo fue que para el año 2015 el equipo empiece su andar en el difícil campeonato de segunda categoría.
Es así como en 2015 su ilusión de jugar un torneo profesional se hace realidad siendo el primer equipo en inscribirse en ese torneo, el Campeonato 2015 pasará a la historia del club porque en ese torneo el club consigue su primera victoria y sus primeros puntos en la era profesional, dejando en claro la intención de representar muy bien a la ciudad, cantón y provincia y de manera increíble tras un buen rendimiento consiguió el pase a los Zonales de la Segunda Categoría 2015.
Momento importante en la historia del club, es su primera clasificación para representar a la provincia de Bolívar en los Zonales de la Segunda Categoría 2015. En este año también consiguió el Campeonato del torneo provincial.
El club formó parte de lo profesional en el 2014 y por ende también como todo equipo reconocido profesionalmente debe ser Formativo, es decir trabajar en todas las divisiones formativas con sus respectivas categorías, así el 25 de mayo del 2014 se dicta el Acuerdo Ministerial que lo reconoce como Club Deportivo Formativo Especializado.